# Otto-Henric de Burgundia
Henric I (de asemenea, Otto-Henric; supranumit "cel Mare") (n. 946–d. 1002) a fost conte de Nevers și duce de Burgundia de la 965 până la moarte.

## Viața
Otto-Henric a fost fiul mai mic al lui Hugo cel Mare, conte de Paris, cu Hedwiga de Saxonia și astfel frate mai tânăr al regelui Franței Hugo Capet. El a intrat în viața ecleziastică de la o vârstă fragedă și a fost cleric atunci când murea fratele său Otto, duce de Burgundia, la 22 februarie 965. El a fost ales de către conții din Burgundia pentru a succeda fratelui său, primind cu această ocazie și numele de Henric. Cu toate acestea, Otto-Henric a deținut pentru sine doar trei comitate, vasalii săi având în posesie celelalte șase, ceea ce a compromis mizeul teritoriului stăpânit cândva de către ducele Richard "Justițiarul", decedat în 921.
În 972, Otto-Henric s-a căsătorit cu Gerberga de Mâcon, văduva regelui Adalbert de Italia, margraf de Ivrea care se refugiase la Autun. Prin Gerberga, Otto-Henric a avut un fiu vitreg, Otto Guillaume. Otto-Henric s-a căsătorit pentru a doua oară cu Gersenda, fiica ducelui Guillaume al II-lea de Gasconia. Otto-Henric a murit fără a avea fii din partea de la primele sale două soții, drept pentru care a fost succedat de fiul vitreg, Otto-Guillaume. În războiul de succesiune care a urmat între aderenții lui Otto-Guillaume și cei ai regelui Robert al II-lea al Franței, cel din urmă a avut în cele din urmă câștig de cauză.

## Familia
Cu oa treia soție, Matilda de Chalon, Otto-Henric a avut o fiică:
- Aramburga (n. 999), căsătorită cu Dalmas de Sémur.[1]